# افعی شاخدار دم‌عنکبوتی
افعی شاخدار دم‌عنکبوتی (نام علمی: Pseudocerastes urarachnoides) نام یک گونه از سرده افعی شاخدار ایرانی است که فقط در غرب ایران یافت شده‌است و در سال ۲۰۰۶ توصیف شد. سر مار به افعی‌های شاخدار شباهت دارد ولی دم آن دارای یک جسم کروی شکل با فلس‌هایی آویزان است که باعث شده شباهت زیادی به عنکبوت داشته باشد. مار با چرخش دم پرندگان در حال شکار را فریب می‌دهد.

## وضعیت حفاظت
این گونه جانوری خاص از مارها با خطر انقراض نسل قرار دارد و باید به‌طور ویژه محافظت شود.

## زیستگاه
زیستگاه این گونهٔ جانوری خاص در ایران و استان‌های کرمانشاه، ایلام، لرستان و خوزستان یافت می‌شوند. در ۲۱ تیر ۱۳۹۹ اعلام شد که نمونه‌ای از این مار در منطقهٔ حفاظت‌شدهٔ زله‌زرد در شهرستان گیلانغرب استان کرمانشاه مشاهده شده‌است.

## توصیف
همانند سایر جنس‌های افعی‌های شاخدار، این مار دو برآمدگی بالای چشمانش دارد که نمایی شبیه شاخ به آن بخشیده‌است. برای اولین بار در سال ۱۹۶۸ پژوهشگران آمریکایی یک نمونه از افعی‌های شاخدار را در ایران پیدا کردند که نام علمی Pseudocerastes persicus بر آن نهاده شد؛ ولی در سال ۲۰۰۶ مجدداً گونه‌ای پیدا شد که با موارد قبلی تفاوت زیادی داشت. تقریباً بین ۱۶ تا ۱۷ فلس بین دو شاخ وجود دارد و فلس‌های بدن نسبت به گونه‌های دیگر زبرتر است. تقریباً ۱۵ جفت فلس زیر دمی وجود دارد و فلس‌هایی دارد که اطراف دم شبیه پای بندپایان به نظر می‌رسد. نوک دم برجسته و حالت کروی دارد که شبیه بدن عنکبوت است.
در بسیاری دیگر از مارها مثل Bitis caudalis, Crotalus cerastes, Sistrurus catenatus, Agkistrodon contortrix, Acanthophis antarcticus, Acanthophis praelongus و Morelia viridis برای فریب استفاده می‌شود ولی هیچ‌کدام فلس‌های دراز که شبیه پای بندپایان باشد ندارد. استفاده از دم برای فریب پرندگان در مطالعات بعدی اثبات شد.
هنگام تحقیق در مورد ویژگی فریب دم این‌گونه یک ویدئو نیز تهیه شد. مار افعی شاخدار دم عنکبوتی از نظر قلمرو جغرافیایی با گونه‌هایی مثل P. fieldi در گیلان غرب و P. persicus در بیجار ایلام همپوشانی دارد. مطالعات ملکولی بر اساس سیتوکروم بی نشان داده مار افعی شاخدار دم عنکبوتی به گونهٔ Pseudocerastes persicus نزدیکتر است تا به P. fieldi.

## نام‌گذاری
نام علمی آن Pseudocerastes urarachnoides می‌باشد که urarachnoides ریشه‌ای از یونان باستان (οὐρά tail + ἀράχνη spider + οειδής like) دارد و به معنای عنکبوت می‌باشد و به دم عنکبوتی شکل آن اشاره دارد. اسم رایج و غیر علمی آن افعی شاخدار دم عنکبوتی است. این مار بین مردم محلی با نام‌های افعی بدل کار یا افعی فریبکار رواج دارد.